# Meganoton cocytioides
Meganoton cocytioides är en fjärilsart som beskrevs av Rothschild 1894. Meganoton cocytioides ingår i släktet Meganoton och familjen svärmare. Inga underarter finns listade i Catalogue of Life.